# Oenopia
Oenopia  (лат.) — род божьих коровок подсемейства Coccinellinae.

## Описание
Складка перед вершиной надкрылий отсутствует. Основания надкрылий едва шире переднеспинки. Усики чуть длиннее ширины лба, их последний сегмент уже переднего. Бока переднеспинки слабовыпуклые, задние углы более или менее угловатые.

## Систематика
В составе рода:
- Oenopia adelgivora Poorani, 2002
- Oenopia billieti (Mulsant, 1853)
- Oenopia bissexnotata (Mulsant, 1850)
- Oenopia conglobata (Linnaeus, 1758)
- Oenopia diabolica Canepari, 1997
- Oenopia doublieri (Mulsant, 1846)
- Oenopia impustulata (Linnaeus, 1767)
- Oenopia kirbyi Mulsant, 1850
- Oenopia lyncea (Olivier, 1808)
- Oenopia mimica Weise, 1902
- Oenopia oncina (Olivier, 1808)
- Oenopia quadripunctata Kapur, 1963
- Oenopia sauzeti Mulsant, 1866
- Oenopia sexareata (Mulsant, 1853)
- Oenopia signatella (Mulsant, 1866)
- Oenopia smetanai Canepari, 1997
- Oenopia walteri (Sicard, 1913)